# K-League de 1992
A Korean Super League 1992 foi a décima edição da principal divisão de futebol na Coreia do Sul, a K-League. A liga começou em março e terminou em novembro de 1992.
Seis times participaram da liga, seis profissionais: Yukong Elephants, Daewoo Royals, POSCO Atoms, LG Cheetahs, Hyundai Horang-i e Ilhwa Chunma Football Club.
O POSCO Atoms foi o campeão pela terceira vez.

## Classificação final
| Pos | Time             | Pts | JG | V  | E  | D  | GM | GS | SG | Notas   |
| --- | ---------------- | --- | -- | -- | -- | -- | -- | -- | -- | ------- |
| 1.  | POSCO Atoms      | 35  | 30 | 13 | 9  | 8  | 32 | 28 | +4 | Campeão |
| 2.  | Ilhwa Chunma     | 34  | 30 | 10 | 14 | 6  | 27 | 21 | +6 |         |
| 3.  | Hyundai Horang-i | 32  | 30 | 13 | 6  | 11 | 38 | 31 | +7 |         |
| 4.  | LG Cheetahs      | 29  | 30 | 8  | 13 | 9  | 30 | 35 | -5 |         |
| 5.  | Daewoo Royals    | 28  | 30 | 7  | 14 | 9  | 26 | 33 | -7 |         |
| 6.  | Yukong Elephants | 22  | 30 | 7  | 8  | 15 | 33 | 38 | -5 |         |